# Hirmoneura brandti
Hirmoneura brandti är en tvåvingeart som beskrevs av Joseph Charles Bequaert 1938. Hirmoneura brandti ingår i släktet Hirmoneura och familjen Nemestrinidae. Inga underarter finns listade i Catalogue of Life.